# 1 Pułk Artylerii Polowej (Cesarstwo Niemieckie)

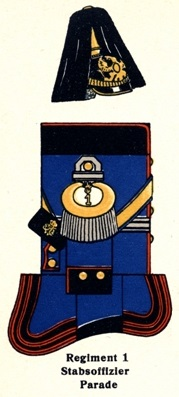
Barwy pułku

1 pułk artylerii polowej im. Księcia  Pruskiego Augusta ( 1 Litewski ) (niem. Feldartillerie-Regiment „Prinz August von Preußen“ (1. Litthauisches) Nr. 1) – oddział artylerii niemieckiej okresu Cesarstwa Niemieckiego.

## Charakterystyka
Pułk został sformowany 1 października 1772. Stacjonował w Gąbinie i Wystruci. Wchodził w skład I Korpusu Armijnego . W 1914 był w strukturach 2 Brygady Artylerii z 2 Dywizji Piechoty. 
W momencie rozpoczęcia I wojny światowej, w sierpniu 1914 pułk według etatu liczył 1368 żołnierzy, dzielił się na dwa bataliony po trzy baterie i dysponował 36 działami.

Od marca 1915 wszystkie nowe dywizje formowane były według „wzoru 1915”, a od czerwca 1917 przekształcono według niego wszystkie pozostałe. Od kwietnia 1915 pułk artylerii polowej liczył etatowo 24 działa rozmieszczone w dwóch batalionach. 

Po kolejnych restrukturyzacjach w 1917, pułk artylerii polowej składał się z dwóch batalionów polowych po 12 dział oraz batalionu haubic wyposażonego w 12 haubic.